# Маель
Маель Пістойя (фр. Maëlle Pistoia, нар. 4 січня 2001 року), що виступає під мононімом Маель (фр. Maëlle) — французька співачка, переможниця 7-го сезону французької версії телешоу « Голос» (2018).
5 квітня 2019 року випустила дебютний сингл, під назвою «Toutes les machines ont un cœur» («У всіх машин є серце»), а 22 листопада того ж року — свій дебютний альбом.

## Життєпис
Маель народилася у січні 2001 року. Живе в Турню (департамент Сона і Луара, Бургундія). У дитинстві займалася фортепіано . Має дві старші сестри і молодшу.

### 2018: «Голос»
У 2017 році Маель відправила відео на кастинг 7-го сезону французької версії телешоу «Голос» і була відібрана для участі .
На сліпому прослуховуванні Маель співала пісню Гійома Грана Toi et moi, акомпануючи собі на фортепіано . Повернулися три крісла з чотирьох: Флоран Паньї, Зазі та Міка. У наставниці собі Маель обрала співачку Зазі .
У фіналі, що відбувся 12 травня 2018 року, вона спочатку виконувала пісню « Sign of the Times» Гаррі Стайлза, потім «Je m'en vais» В'янне в дуеті з ним самим і, нарешті, «Seras-tu là» Мішеля Берже в дуеті із Зазі . Набравши 55,3 % відсотка голосів від публіки, Маель стала першою жінкою, яка перемогла у французькій версії «Голосу», а також наймолодшим переможцем в її історії (17 років) .
14 липня 2018 року Маель дала свій перший у житті публічний концерт .

### 2019: Перший сингл та перший альбом
5 квітня 2019 року вийшов дебютний сингл Маель. Слова до цієї пісні, під назвою «Toutes les machines ont un cœur» («У всіх машин є серце»), написала Зазі, музику — Каложеро, який і спродюсував запис .
Наприкінці вересня Маель була висунута на NRJ Music Award за 2019 рік у номінації «Французьке відкриття року» .
22 листопада 2019 у Маель вийшов дебютний альбом, озаглавлений просто MAËLLE . Музику до всіх пісень на ньому написав Каложеро, він альбом повністю спродюсував .

## Дискографія

### Альбоми
| Альбом                                                               |
| -------------------------------------------------------------------- |
| MAËLLE - Дата виходу: 22 листопада 2019 - Лейбл: Mercury Music Group |

### Сингли
| Рік  | Назва                             | Чарти | Чарти  | Чарти     | Альбом |
| Рік  | Назва                             | FRA   | FRA DL | BEL< (Wa) | Альбом |
| ---- | --------------------------------- | ----- | ------ | --------- | ------ |
| 2019 | «Toutes les machines ont un cœur» | 184   | 20     | Tip:27    | MAËLLE |

### Інші пісні, що потрапили до чартів
| Рік  | Назва                 | Чарти  | Альбом |
| Рік  | Назва                 | FRA DL | Альбом |
| ---- | --------------------- | ------ | ------ |
| 2019 | «Le Mot d'absence»    | 90     | MAËLLE |
| 2019 | «L'Effet de masse»    | 68     | MAËLLE |
| 2019 | «Sur un coup de tête» | 75     | MAËLLE |

## Премії та номінації

### NRJ Music Awards
| Рік  | Номіновано | Нагорода                  | Результат |
| ---- | ---------- | ------------------------- | --------- |
| 2019 | Маель      | Французьке відкриття року | Номінація |